# Путињано (Терамо)
Путињано (итал. Putignano) је насеље у Италији у округу Терамо, региону Абруцо.
Према процени из 2011. у насељу је живело 715 становника. Насеље се налази на надморској висини од 438 м.